# Verdet-Konstante
Die Verdet-Konstante ist eine Materialeigenschaft, die die Stärke des Faraday-Effekts für einen bestimmten Stoff angibt. Ihr Wert hängt von der Wellenlänge des Lichts ab. Die Verdet-Konstante ist nach dem französischen Physiker Marcel Émile Verdet (1824–1866) benannt. Im Internationalen Einheitensystem hat sie die Einheit rad{\displaystyle \cdot }m−1{\displaystyle \cdot }T −1. Nach Konvention steht eine positive Verdet-Konstante für einen Stoff, der auf Licht, das sich parallel zu den Magnetfeldlinien ausbreitet, linksdrehend wirkt.
Der Winkel {\displaystyle \alpha }, um den die Polarisation auf dem Weg durch ein Material mit der Dicke {\displaystyle d} durch den Faradayeffekt gedreht wird, ist proportional zur Verdet-Konstante {\displaystyle V}:
{\displaystyle \alpha =d\,V\,B}
Dabei ist {\displaystyle B} die magnetische Flussdichte im Material, parallel zur Ausbreitungsrichtung des Lichts.
Der Wert der Verdet-Konstante lässt sich aus der Dispersion {\displaystyle {\frac {\mathrm {d} n}{\mathrm {d} \lambda }}} des betrachteten Materials berechnen:
{\displaystyle V(\lambda )={\frac {-e}{m_{e}}}\,{\frac {\lambda }{2c}}\,{\frac {\mathrm {d} n}{\mathrm {d} \lambda }}}
Dabei ist {\displaystyle \lambda } die Wellenlänge des Lichts, {\displaystyle c} die Lichtgeschwindigkeit, {\displaystyle e} die Elementarladung und {\displaystyle m_{e}} die Masse des Elektrons.
| Verdet-Konstanten      | Verdet-Konstanten           |
| ---------------------- | --------------------------- |
| Terbium-Gallium-Granat | −134 rad T−1 m−1 bei 632 nm |